# Подлог (Велике Лаще)
Подлог (словен. Podlog) — поселення в общині Велике Лаще, Осреднєсловенський регіон, Словенія. 
Висота над рівнем моря: 521,1 м.